# Bourg-de-Bigorre
Bourg-de-Bigorre é uma comuna francesa na região administrativa de Occitânia, no departamento dos Altos Pirenéus. Estende-se por uma área de 7,92 km², Em 2010 a comuna tinha 199 habitantes (densidade: 25,1 hab./km²)..